# HISTORY P-20
『HISTORY P-20』は、2000年6月7日にリリースされたコタニキンヤの1枚目のアルバム（MC-K2名義でリリースされた作品を含めると通算2枚目）。発売元はアンティノスレコード。

## 概要
コタニキンヤ名義では初のアルバム（前作『Mad soldiers'LABORATORY』はMC-K2名義でのリリース）。累計売上は3.6万枚を記録した。収録曲「Blind Game Again」はOVA『グラビテーション』オープニングテーマ、テレビアニメ『グラビテーション』挿入歌、「in the moonlight」はOVA『グラビテーション』挿入歌、「憂鬱なSeven days」、「anti nostalgic」はテレビアニメ『グラビテーション』挿入歌に起用され、後に「Blind Game Again」はシングル「This is GRAVITATION Vol.1」で、「in the moonlight」、「憂鬱なSeven days」はシングル「This is GRAVITATION Vol.2」で、それぞれセルフカバーされている。『Spicy Marmalade』は挿入歌となったOVA『グラビテーション』の作中のバンドBAD LUCK名義でシングル発売された。しかし、アルバムではコタニの歌として扱われている。

## 収録曲
| 全作詞・作曲・編曲: Mad Soldiers（※特記以外）。 |                                |                            |                            |      |
| #                                               | タイトル                       | 作詞                       | 作曲・編曲                 | 時間 |
| 1.                                              | 「Spicy Marmalade」            | Mad Soldiers （※特記以外） | Mad Soldiers （※特記以外） | 4:00 |
| 2.                                              | 「Blind Game Again」           | Mad Soldiers （※特記以外） | Mad Soldiers （※特記以外） | 4:44 |
| 3.                                              | 「in the moonlight」           | Mad Soldiers （※特記以外） | Mad Soldiers （※特記以外） | 5:10 |
| 4.                                              | 「憂鬱なSeven days」           | Mad Soldiers （※特記以外） | Mad Soldiers （※特記以外） | 4:08 |
| 5.                                              | 「灼熱BLADE」(※作詞: 井上秋緒) | Mad Soldiers （※特記以外） | Mad Soldiers （※特記以外） | 3:31 |
| 6.                                              | 「スレスレなる季節」           | Mad Soldiers （※特記以外） | Mad Soldiers （※特記以外） | 4:24 |
| 7.                                              | 「アブラカタブラ」             | Mad Soldiers （※特記以外） | Mad Soldiers （※特記以外） | 3:56 |
| 8.                                              | 「anti nostalgic」             | Mad Soldiers （※特記以外） | Mad Soldiers （※特記以外） | 4:14 |
| 9.                                              | 「高熱BLOOD」                  | Mad Soldiers （※特記以外） | Mad Soldiers （※特記以外） | 3:35 |
| 10.                                             | 「情熱BALLAD」                 | Mad Soldiers （※特記以外） | Mad Soldiers （※特記以外） | 4:24 |
| 合計時間:                                       | 合計時間:                      | 42:06                      |                            |      |

## クレジット
- プロデューサー：Mad Soldiers
- トラックメイキング：Mad Soldiers
- ギター：Takeshi Hirai（M8）
- コーラス：Mad Soldiers
- コーラス：Eiji Shirasu（M2）
- レコーディング・エンジニア：Daisuke Asakura
- レコーディング・エンジニア：Masatake Ohsato（Satoyan Music）
- レコーディング・エンジニア：Shigeki Kashii（Birdie House）
- レコーディング・エンジニア：Hiroichi Akikubo（Birdie House）
- レコーディング・エンジニア：Yukinori Yasuda（Birdie House）
- ミキシング・エンジニア：Daisuke Asakura
- ミキシング・エンジニア：Phil Kaffel
- ミキシング・エンジニア：Masatake Ohsato（Satoyan Music）
- ミキシング・エンジニア：Shigeki Kashii（Birdie House）
- マスタリング・エンジニア：Yasuji Maeda（Bernie Grundman Mastering Studio）
- ディレクター：Hiroko Abe（Darwin）
- A&R：Isaku Sakanishi
- エグゼクティブ・プロデューサー：Hiroko Abe（Darwin）
- エグゼクティブ・プロデューサー：Eiji Kishi